# Rogerinho Gameleira
Rogério Soares Gameleira, mais conhecido apenas por Rogerinho ou ainda Rogerinho Gameleira (São Carlos, 21 de maio de 1968), é um ex-futebolista, que atuava como volante, e treinador de futebol brasileiro.

## Carreira

### Jogador
Iniciou a carreira no Botafogo de Ribeirão Preto, onde chegou em 1984 e se profissionalizou dois anos depois.
Em sua primeira passagem no Paysandu, que durou entre 1989 e 1994, conquistou apenas um Campeonato Paraense, em 1992, e a Série B de 1991.
Ainda passaria um curto período no São José, em 1994, antes de voltar ao futebol paraense, agora para defender o Remo.
Foi na equipe azulina onde Rogerinho conquistou o primeiro de 2 tricampeonatos estaduais, entre 1995 e 1997. Deixou o Remo em 1998 e voltaria a defender o Paysandu no ano seguinte.
No "Papão", conquistaria mais um tricampeonato, entre 2000 e 2002, além do título mais importante da história do clube: a Copa dos Campeões de 2002, que garantiu a vaga para a Copa Libertadores no ano seguinte, a primeira disputada por uma equipe da região Norte do Brasil. Ele ainda conquistaria mais um título da Série B, em 2001. Na histórica partida contra o Boca Juniors, Rogerinho entrou no lugar de Vélber aos 33 minutos do segundo tempo, 6 minutos após o gol de Iarley. No segundo jogo, ele não atuou.
Após deixar o Paysandu, Rogerinho defendeu ainda Águia de Marabá. Castanhal e São Paulo de Macapá e encerrou a carreira em 2010, no Ananindeua, aos 42 anos de idade, porém voltaria aos gramados no mesmo ano para defender o Cametá na Série D do Campeonato Brasileiro. Depois da participação do Mapará Elétrico, eliminado ainda na primeira fase, Rogerinho se aposentou em definitivo como jogador de futebol.

### Depois da aposentadoria
Com a carreira de jogador encerrada, Rogerinho foi contratado pelo Santa Cruz de Cuiarana para trabalhar como auxiliar-técnico em 2012.
Durante 4 anos (2013 a 2017), exerceu a mesma função no Paysandu, e chegou a treinar o clube interinamente em 10 jogos. Em 2017, concluiu a graduação em Educação Física (um dos requisitos da CBF para obter a licença de treinador), porém foi "rebaixado" ao cargo de treinador do time Sub-20 do Papão após problemas de relacionamento com o técnico Marquinhos Santos.
Após 5 anos como auxiliar, treinador interino ou técnico do Sub-20, Rogerinho Gameleira foi demitido do Paysandu, sob alegação de "corte de gastos". O ex-volante, no entanto, declarou não guardar mágoa do clube e que poderia voltar ao Papão quando quisesse.
Em novembro de 2019, foi anunciado como novo treinador do Paragominas para a disputa do Campeonato Paraense de 2020, em sua primeira experiência como treinador efetivo. Porém, apesar da boa campanha que estava em andamento no Paraense, o treinador optou por deixar a equipe após desentendimentos com a diretoria.
Ainda em 2020, levou o Atlético-PA até as quartas de final da Série B do Paraense.
Dirigiu o Bragantino-PA no Campeonato Paraense de 2022, onde teve uma campanha modesta - duas vitórias, um empate e três derrotas -, sendo demitido ainda na primeira fase.
Em julho de 2022, foi contratado pelo Izabelense para comandar a equipe na Série B do Paraense.
No fim do ano, acertou com o Cametá para o Parazão 2023.
Em setembro de 2023, acertou seu retorno ao Bragantino-PA.

## Títulos

### Jogador
Remo
- Campeonato Paraense (3): 1995, 1996 e 1997
- Torneio Yamada (1): 1995

Paysandu
- Campeonato Paraense (3): 2000, 2001 e 2002
- Copa dos Campeões (1): 2002
- Campeonato Brasileiro de Futebol - Série B (2): 1991 e 2001